# Linearhebellenkung
Mit Linear-Hebel-Lenkung wird ein alternatives Steuerelement für die Lenkung von Automobilen bezeichnet. Es hat einen Hebel, mit dessen Vor- und Zurück-Bewegung über hydraulische Stellelemente ein entsprechender Lenkeinschlag bzw. eine Richtungsverstellung der Vorderräder bewirkt wird.
Es wird im Rahmen der Kraftfahrzeuganpassung für körperbehinderte Menschen benutzt für Personen, die das standardmäßige Lenkrad nicht bedienen können. Es kommt für zahlreiche unterschiedliche Körperbehinderungen in Betracht. Das Bedienteil kann individuell an unterschiedliche Anforderungen und Reichweiten angepasst werden zur Betätigung mit der Hand, einem Finger, dem Knie oder mit den Zehen des Fußes. Es kann auch an beliebige Montageorte im PKW und an beliebige Bewegungsrichtungen angepasst werden.
Die Montage erfolgt meist parallel zur vorhandenen Lenkrad-Lenkung, die nicht verändert oder entfernt wird. Durch die Zusatz-Montage statt eines echten Umbaues kann die originale Bedienung des Automobils für nicht behinderte Fahrer erhalten bleiben. Der Einbau erfolgt durch spezielle Umrüster-Unternehmen, bei verschiedenen Automobil-Herstellern kann der Einbau auch ab Werk geordert werden.